# Goose house Phrase ＃16 笑顔の花
『Goose house Phrase #16 笑顔の花』は、（グースハウス フレーズ シックスティーン えがおのはな）は、Goose houseの6thシングル。2017年11月22日にgr8!recordsより発売された。

## 概要
前作『Goose house Phrase #14 僕らだけの等身大』以来約10ヶ月ぶりのシングルで、竹澤汀の脱退後初のシングル。なお、翌年に工藤秀平、竹渕慶、マナミ、沙夜香、ワタナベシュウヘイの卒業に伴いグループとしての活動が休止したため、Goose house名義でのラストシングルともなった。
2017年12月4日付のオリコン週間シングルランキングで初登場29位を獲得した。

## 収録曲
全曲 作詞・作曲：Goose house
1. 笑顔の花 (4:42)
  - テレビ東京系『JAPAN COUNTDOWN』2017年11月度エンディングテーマ[1]

「自分たちを笑顔にしてくれる人たち」への感謝の気持ちを歌った楽曲[2]。
ミュージック・ビデオは、演奏シーンを交えたストーリー仕立てになっており、今泉マヤが出演している[2]。
2. 何もかも有り余っている こんな時代も (5:01)
3. I come back to you (4:54)
  - 本作に収録の楽曲で、唯一アルバムに収録されていない楽曲。